# Elecciones generales de Rumania de 1990
Las elecciones generales de Rumania de 1990 se convocaron el 20 de mayo para escoger a un Parlamento encargado de redactar una nueva constitución y al Presidente de la República, siendo ahora este cargo directamente electo. Los comicios tuvieron un carácter histórico, debido a que fueron las primeras elecciones democráticas, celebradas en el contexto de la Revolución rumana de 1989, que derrocó al gobierno de Nicolae Ceaușescu, que regía el país desde 1965, y el Partido Comunista Rumano, partido único del país desde 1947. Fueron también las primeras elecciones libres en Rumania desde 1937, además de las primeras generales desde 1946.
El resultado fue una victoria aplastante y casi unánime para el Frente de Salvación Nacional (FSN), grupo político que había dirigido la revolución contra Ceaușescu. Su candidato y líder, Ion Iliescu, fue elegido presidente con el 85 % de los votos, casi sin oposición, y aventajando por más de 11 millones de votos a su principal opositor, Radu Câmpeanu. El FSN obtuvo, por su parte, 263 escaños en la Cámara de Diputados y 91 escaños en el Senado, una inmensa mayoría absoluta. Ningún otro partido llegó a tener, siquiera, 30 escaños.
A pesar de que la elección fue considerada generalmente libre, existen dudas sobre la total legitimidad de los resultados, en parte debido a que el Frente de Salvación Nacional tenía bajo su control todo el aparato estatal, las empresas y los medios de comunicación al momento de las elecciones, dejando prácticamente sin espacios a la oposición. Sin embargo, una vez redactada la nueva constitución en 1991, y ser esta aprobada en referéndum, el FSN convocó a nuevas elecciones generales para 1992 y se disolvió pacíficamente, entregando el poder a un gobierno democráticamente electo, y siendo Iliescu reelegido para un mandato completo.

## Antecedentes
Para diciembre de 1989, Rumania era el último país del Pacto de Varsovia que mantenía su régimen socialista de partido único totalmente inamovible, en tanto que en los demás países los gobiernos comunistas o bien ya habían caído (Polonia, Hungría, Checoslovaquia, Alemania Oriental) o bien el gobierno había iniciado ya la transición de forma pacífica (Bulgaria, Unión Soviética). La mayor diferencia del régimen rumano con los demás era su relativa independencia de la Unión Soviética, lo que le permitió a Nicolae Ceaușescu establecer una dictadura de corte totalitario, que acarreaba un fuerte culto a la personalidad y una política económica de austeridad que databa desde inicios de la década de 1980, lo cual se tradujo en un empobrecimiento de la población. Aunque al momento de su llegada al poder, en 1965, Ceaușescu parecía un líder reformista, para 1971 había establecido un estado policial, y era visto, incluso dentro del bloque del este, como uno de los países socialistas menos reformados. El líder comunista centralizó aún más el poder en su persona con la creación de una jefatura de estado ejecutiva y una nueva constitución. Ceaușescu ignoró los llamados a la reforma del presidente soviético Mijaíl Gorbachov, incluso después de que el veterano líder comunista Todor Zhivkov, de Bulgaria, cayera.
El 16 de diciembre de 1989, una revuelta en la ciudad de Timișoara y su violenta represión consecuente desató protestas contra el régimen en todo el país. Los intentos del dictador por tranquilizar a la hastiada población fueron en vano. El 22 de diciembre, el grupo insurgente conocido como Frente de Salvación Nacional tomó el poder por la fuerza, disolvió la Gran Asamblea Nacional y se apoderó de las instituciones del estado, forzando a Ceaușescu a huir de Bucarest con su esposa Elena Ceaușescu. Capturados en Târgovişte, fueron enjuiciados por un tribunal militar creado ex profeso bajo los cargos de genocidio, daños a la economía nacional y abuso del poder para ejecutar acciones militares contra el pueblo rumano. Hallados culpables de todos los cargos, fueron ejecutados el 25 de diciembre de 1989.
El número total de muertos debidos a la Revolución Rumana fue de 1104, de los que 162 decesos ocurrieron en las protestas que pusieron punto final al régimen de Nicolae Ceaușescu (protestas ocurridas del 16 al 22 de diciembre de 1989) y las restantes 942 en los disturbios ocurridos antes de la toma del poder por parte del FSN. La mayoría de las muertes ocurrieron en ciudades como Timişoara, Bucarest, Sibiu y Arad, donde las protestas alcanzaron magnitudes mayores. El número de heridos llegó a 3352, de los que 1107 corresponden al período en que Ceauşescu aún detentaba el poder, y los restantes 2245 corresponden al período posterior a la toma del poder por parte del FSN.

## Campaña
El 27 de diciembre, el FSN decretó la derogación de la constitución de 1965 y promulgó una serie de leyes fundamentales que establecían un gobierno de transición hacia una democracia liberal multipartidista, anunciando que se convocaría a elecciones generales en el menor tiempo posible para elegir a una legislatura constituyente y al Presidente de la República. Se resolvió mantener la presidencia ejecutiva pero el cargo sería ahora elegido directamente por el pueblo con un límite de mandatos (en un sistema semipresidencial similar al de Francia). Dos partidos políticos que decían ser sucesores a los partidos de la era pre-comunista, el Partido Nacional Liberal y el Partido Nacional Campesino, se registraron para participar en el proceso electoral.
Inicialmente, el FSN había acordado disolverse y no presentar candidatos en las elecciones, bajo la alegatoria de que se trataba de un movimiento político cuya única finalidad (derrocar al gobierno comunista) ya había sido lograda y ahora debía dar paso a la democracia. Sin embargo, Silviu Brucan, un miembro del grupo político, lanzó el concepto del gran partido que podría preservar la estabilidad del país con una amplia victoria, generando la conversión del FSN en un partido político y su presentación en las elecciones generales, anunciada el 6 de febrero de 1990. Algunos miembros del FSN, como Dumitru Mazilu, Mircea Dinescu, Ion Caramitru, Andrei Pleşu, Dan Hăulică, Gabriel Liiceanu o Doina Cornea se apartaron del movimiento antes de que se convirtiera en un partido político. Muchos políticos opositores se quejaron de que esta medida era antidemocrática, y organizaron protestas que fueron tratadas de «fascistas» por el gobierno del FSN. Sin embargo, el partido permitió que otras fuerzas políticas formaran parte de la transición, y el órgano revolucionario conocido como Consejo Nacional Provisional de la Unidad, incluía miembros de varios partidos (aunque seguía dominado por el FSN) y gobernó el país desde febrero hasta las elecciones.
Se considera que la campaña fue en gran medida pacífica, salvo algunos brotes de violencia ocasionales. Exceptuando algunos periódicos menores, el FSN tenía el control sobre todos los medios de comunicación, que eran en gran medida estatales al ser heredados del Partido Comunista Rumano, especialmente la televisión. Del mismo modo, contaba con un amplio apoyo tanto de campesinos como intelectuales. Al ser considerado un partido atrapalotodo, no tuvo que exponer muchas promesas en cuanto a su programa político y económico, siendo únicamente la obvia transición hacia una democracia liberal y una economía de mercado su bandera principal.

## Elecciones presidenciales

### Candidatos
Solo hubo tres candidatos a la presidencia, Ion Iliescu, que ejercía la jefatura de estado provisional del país, se presentó como candidato independiente, aunque era apoyado por el Frente de Salvación Nacional, lo que garantizaba su victoria desde el principio. Radu Câmpeanu se presentó como candidato del Partido Nacional Liberal, partido político que ya existían en el país antes de que llegara el gobierno comunista, y que había vuelto a registrarse tras la revolución. El tercer candidato fue Ion Rațiu, del Partido Nacional Campesino Cristiano Demócrata.

### Resultados
|  | 85.07 % |

|  | 10.64 % |

|  | 4.29 % |

|  | 97.98 % |

|  | 2.02 % |

|  | 100.0 % |

|  | 86.20 % |

## Elecciones legislativas
| Partido                                                                           | Senado     | Senado | Senado    | Cámara de Diputados | Cámara de Diputados | Cámara de Diputados |
| Partido                                                                           | Votos      | %      | Senadores | Votos               | %                   | Diputados           |
| --------------------------------------------------------------------------------- | ---------- | ------ | --------- | ------------------- | ------------------- | ------------------- |
| Frente de Salvación Nacional                                                      | 9 353 006  | 67.02  | 91        | 9 089 659           | 66.31               | 263                 |
| Unión Democrática de Húngaros en Rumania                                          | 1 004 353  | 7.20   | 12        | 991 601             | 7.23                | 29                  |
| Partido Nacional Liberal                                                          | 985 094    | 7.06   | 10        | 879 290             | 6.41                | 29                  |
| Partido Nacional Campesino Cristiano Demócrata                                    | 348 637    | 2.50   | 1         | 351 357             | 2.56                | 12                  |
| Movimiento Ecológico de Rumania                                                   | 341 478    | 2.50   | 1         | 358 864             | 2.62                | 12                  |
| Alianza por la Unidad Rumana                                                      | 300 473    | 2.15   | 2         | 290 875             | 2.12                | 9                   |
| Partido Democrático Agrario Rumano                                                | 221 790    | 1.59   | 0         | 250 403             | 1.83                | 9                   |
| Partido Ecologista de Rumania                                                     | 192 574    | 1.38   | 1         | 232 212             | 1.69                | 8                   |
| Partido Socialista Democrático Rumano                                             | 152 989    | 1.10   | 0         | 143 393             | 1.05                | 5                   |
| Partido Socialdemócrata de Rumania                                                | 69 762     | 0.50   | 0         | 73 014              | 0.53                | 2                   |
| Grupo Democrático de Centro                                                       | 65 440     | 0.47   | 0         | 65 914              | 0.48                | 2                   |
| Partido de la Reconstrucción Nacional de Rumania                                  | 52 465     | 0.38   | 0         | 1 219 145           | 8.29                | 17                  |
| Partido para el Cambio Libre                                                      | 46 247     | 0.33   | 0         | 1 219 145           | 8.29                | 17                  |
| Unión Liberal–Bratiănu                                                            | 35 943     | 0.26   | 0         | 1 219 145           | 8.29                | 17                  |
| Partido de los Jóvenes Demócratas de Rumania                                      | 32 506     | 0.23   | 0         | 1 219 145           | 8.29                | 17                  |
| Partido Cooperativista                                                            | 22 869     | 0.16   | 0         | 1 219 145           | 8.29                | 17                  |
| Unión Demócrata Cristiana                                                         | 21 210     | 0.15   | 0         | 1 219 145           | 8.29                | 17                  |
| Unión Democrática de los Romaníes de Rumania                                      | 19 847     | 0.14   | 0         | 1 219 145           | 8.29                | 17                  |
| Foro Democrático de los Alemanes en Rumania                                       | 19 105     | 0.14   | 0         | 1 219 145           | 8.29                | 17                  |
| Partido Liberal de la Libertad de Rumania                                         | 14 546     | 0.10   | 0         | 1 219 145           | 8.29                | 17                  |
| Partido del Giro Democrático                                                      | 14 496     | 0.10   | 0         | 1 219 145           | 8.29                | 17                  |
| Partido de la Unidad Democrática                                                  | 14 009     | 0.10   | 0         | 1 219 145           | 8.29                | 17                  |
| Partido de Unidad Democrática de Moldavia                                         | 13 111     | 0.09   | 0         | 1 219 145           | 8.29                | 17                  |
| Partido del Trabajo                                                               | 11 397     | 0.08   | 0         | 1 219 145           | 8.29                | 17                  |
| Partido Cristiano Republicano                                                     | 11 045     | 0.08   | 0         | 1 219 145           | 8.29                | 17                  |
| Agrupación del Centro 'Nueva Rumania'                                             | 9405       | 0.07   | 0         | 1 219 145           | 8.29                | 17                  |
| Partido Humanista Ecológico                                                       | 8888       | 0.06   | 0         | 1 219 145           | 8.29                | 17                  |
| Unión Democrática de Turcos Musulmanes                                            | 8439       | 0.06   | 0         | 1 219 145           | 8.29                | 17                  |
| Unión de Ucranianos en Rumania                                                    | 8310       | 0.06   | 0         | 1 219 145           | 8.29                | 17                  |
| Partido de la Unión Cristiana Ortodoxa                                            | 7324       | 0.05   | 0         | 1 219 145           | 8.29                | 17                  |
| Unión Democrática 'Tara Oasului'                                                  | 7131       | 0.05   | 0         | 1 219 145           | 8.29                | 17                  |
| Partido de la Unión Cristiana de Rumania                                          | 7045       | 0.05   | 0         | 1 219 145           | 8.29                | 17                  |
| Partido Socialdemócrata Cristiano Rumano                                          | 6964       | 0.05   | 0         | 1 219 145           | 8.29                | 17                  |
| Partido de los Gitanos de Rumania                                                 | 5565       | 0.04   | 0         | 1 219 145           | 8.29                | 17                  |
| Partido de la Justicia Social                                                     | 5344       | 0.04   | 0         | 1 219 145           | 8.29                | 17                  |
| Partido Alianza por la Democracia                                                 | 4958       | 0.04   | 0         | 1 219 145           | 8.29                | 17                  |
| Partido del Trabajo y la Justicia Social de Rumania                               | 4400       | 0.03   | 0         | 1 219 145           | 8.29                | 17                  |
| Partido Rumano para una Nueva Sociedad                                            | 3860       | 0.03   | 0         | 1 219 145           | 8.29                | 17                  |
| Partido Campesino Rumano                                                          | 3547       | 0.03   | 0         | 1 219 145           | 8.29                | 17                  |
| Partido de la Unión Republicana                                                   | 3280       | 0.02   | 0         | 1 219 145           | 8.29                | 17                  |
| Partido para la Reconstrucción Nacional Democrática                               | 3228       | 0.02   | 0         | 1 219 145           | 8.29                | 17                  |
| Partido Democrático de Cluj                                                       | 2751       | 0.02   | 0         | 1 219 145           | 8.29                | 17                  |
| Partido Democrático Radical                                                       | 2600       | 0.02   | 0         | 1 219 145           | 8.29                | 17                  |
| Unión Democrática Libre de los Romaníes en Rumania                                | 2505       | 0.02   | 0         | 1 219 145           | 8.29                | 17                  |
| Frente de Salvación Nacional Popular Rumano                                       | 1660       | 0.01   | 0         | 1 219 145           | 8.29                | 17                  |
| Asociación de ex Presos Políticos/Detenidos y Víctimas de la Dictadura en Rumania | 1613       | 0.01   | 0         | 1 219 145           | 8.29                | 17                  |
| Partido Humanitario de la Paz                                                     | 1599       | 0.01   | 0         | 1 219 145           | 8.29                | 17                  |
| Partido Constitucional Democrático de Rumania                                     | 1224       | 0.01   | 0         | 1 219 145           | 8.29                | 17                  |
| Partido para Honrar de los Héroes de la Revolución y la Salvación Nacional        | 1089       | 0.01   | 0         | 1 219 145           | 8.29                | 17                  |
| Partido Nacional Rumano                                                           | 1019       | 0.01   | 0         | 1 219 145           | 8.29                | 17                  |
| Partido Democrático del Futuro de la Patria                                       | 1008       | 0.01   | 0         | 1 219 145           | 8.29                | 17                  |
| Partido Progresista Democrático                                                   | 914        | 0.01   | 0         | 1 219 145           | 8.29                | 17                  |
| Unión de Polacos en Rumania                                                       | 848        | 0.01   | 0         | 1 219 145           | 8.29                | 17                  |
| Partido Nacional Republicano                                                      | 754        | 0.01   | 0         | 1 219 145           | 8.29                | 17                  |
| Alianza de los Trabajadores «Libertad» Anticomunista y Antifascista               | 672        | 0.00   | 0         | 1 219 145           | 8.29                | 17                  |
| Partido Nacional Progresista                                                      | 634        | 0.00   | 0         | 1 219 145           | 8.29                | 17                  |
| Partido del Hogar Rumano en la Europa Democrática                                 | 553        | 0.00   | 0         | 1 219 145           | 8.29                | 17                  |
| Movimiento 'Joven Democracia'                                                     | 462        | 0.00   | 0         | 1 219 145           | 8.29                | 17                  |
| Independientes                                                                    | 427 535    | 3.06   | 1         | 1 219 145           | 8.29                | 17                  |
| Votos en blanco/anulados                                                          | 869 584    | –      | –         | 1 219 145           | 8.29                | 17                  |
| Total                                                                             | 14 825 764 | 100    | 119       | 14 825 017          | 100                 | 395                 |
| Votantes registrados/participación                                                | 17 200 722 | 86.2   | –         | 17 200 722          | 86.1                | –                   |
| Fuente: Nohlen & Stöver                                                           |            |        |           |                     |                     |                     |